# コックピット作戦
コックピット作戦（コックピットさくせん、英: Operation Cockpit）は、第二次世界大戦中の1944年（昭和19年）4月19日、連合国軍によって行われた航空攻撃である。攻撃部隊には、イギリス海軍、オーストラリア海軍、ニュージーランド海軍、アメリカ海軍などから2隻の空母を含む22隻の艦艇が参加した。攻撃目標は、日本占領下のサバン島（スマトラ島北方沖の島）の港湾と石油施設であった。インド洋における連合国海軍の初の反撃となった。

## 背景
日本軍の勢力下にあったスマトラ島地方への攻撃は、ホーランジア攻撃の陽動を望むアメリカ軍の要請によるものだった。イギリス東洋艦隊司令長官サー・ジェームズ・サマヴィル大将は、マラッカ海峡の入口という地勢と、レーダー基地、港湾、飛行場といった軍事施設が存在するという事情に鑑みて、攻撃目標にサバン島を設定した。また同時期に、ビルマの日本軍はインパール作戦を実行していたが、連合軍の反撃と本土との海上輸送への打撃による、深刻な補給不足に苦しんでいた。
攻撃によって日本軍の状況を更に悪化させ、間接的にイギリス第14軍を支援することも期待された。更に、イギリス海軍と艦隊航空隊がアメリカ軍と共に戦う機会を得るという目的や、この後イギリス太平洋艦隊として展開するにあたって必要なノウハウを学ぶという目的もあった。この作戦行動は、護衛戦力としての駆逐艦を大きく増強できたことにより成功した作戦であった。

## 攻撃
艦隊は4月16日にトリンコマリーを出撃し、18日に「ガンビア」と「セイロン」が第69部隊を離脱して空母の護衛に回った。攻撃は19日午前5時半に開始され、イギリス空母「イラストリアス」から17機のバラクーダ爆撃機と13機のF4U コルセア戦闘機が、アメリカ空母「サラトガ」から29機のSBD ドーントレス爆撃機、TBF アヴェンジャー雷撃機と、24機のF6F ヘルキャット戦闘機が発艦した。日本軍は完全に不意打ちを食らった格好となり、迎撃の戦闘機を上げることはできなかった。連合軍航空隊はサバン港とLho Nga飛行場を爆撃した。
日本軍の損害はサバンでは死傷者約30名、航空機14機炎上、大破、「治野丸」（778トン）沈没、特設運送船「国津丸」（大阪商船、2,721トン）擱座などであり、コタラジャでは数名が負傷し航空機1機が失われた。また、大型石油タンクは1,000ポンド爆弾の直撃によって炎上した。兵舎や無線基地、発電所も深刻な損害を受けた。艦隊が去った数時間後、イギリス潜水艦「タクティシャン」は燃え盛るドックヤードの様子を報告した。
米軍機12機が対空砲火に直撃したが、1機を除いて「サラトガ」に帰艦できた。その1機のパイロット（D・C・クラン海軍大尉）は「タクティシャン」に救出された。
日本軍の対応としては、コタラジャから零戦1機が発進したものの敵との交戦は無かった。また、攻撃を受けた後にコタラジャから艦攻6機が発進したが3機が未帰還となった。イギリス公刊戦史によれば、「サラトガ」の戦闘機が雷撃機3機を撃墜している。

## その後
この攻撃は日本軍に対してまったくの奇襲となり、完全な成功に終わった。サマヴィル大将は[with pants down＝「ズボンを下げた状態で、不意をつかれて」という慣用句をひねって]「日本人は着物の裾を上げた状態で襲われた」(Japanese were caught with their kimonos up)と述べた。軍事施設と船舶の破壊により、アラカンでの日本軍の攻勢は停止した。本作戦に引き続き、同年5月にトランサム作戦がジャワ島のスラバヤにて実行された。

## 参加兵力（連合国軍）
- 第69部隊（Force 69）[8]
  - 戦艦クイーン・エリザベス（イギリス東洋艦隊司令長官サー・ジェームズ・サマヴィル大将座乗艦）、ヴァリアント（クイーン・エリザベス級）、リシュリュー（フランス海軍、リシュリュー級）
  - 軽巡洋艦ニューカッスル（タウン級）、ナイジェリア（フィジー級）、セイロン（セイロン級）、ガンビア（ニュージーランド海軍、フィジー級）、トロンプ（オランダ海軍）
  - 駆逐艦ロザラム（英語版）、レースホース、ペン（英語版）、ペタード（英語版）（以上イギリス海軍）、キベロン、ネイピア、ニザム（英語版）、ネパール（英語版）（以上オーストラリア海軍）、ヴァン・ガレン（英語版）（オランダ海軍）

- 第70部隊（Force 70）
  - 巡洋戦艦レナウン（イギリス東洋艦隊副司令長官サー・アーサー・パワー（英語版）中将座乗艦）
  - 航空母艦イラストリアス（空母部隊指揮官クレメント・ムーディー（英語版）少将座乗艦）、サラトガ（アメリカ海軍、レキシントン級）
  - 重巡洋艦ロンドン（カウンティ級）
  - 駆逐艦クアドラント（英語版）、クィリアム（英語版）、クイーンボロ（英語版）（以上イギリス海軍）、ダンラップ（英語版）、カミングズ（英語版）、ファニング（英語版）（以上アメリカ海軍）